# 三棘齿腹蛛
三棘齿腹蛛（学名：Molione triacantha）为球蛛科齿腹蛛属的动物。分布于新加坡、台湾岛以及中国大陆的福建等地。